# Повреде мокраћне бешике
Повреде мокраћне бешике настају као резултат тупих, продорних или јатрогених траума. Вероватноћа изоловане повреде мокраћне бешике је мала и често је повезано са другим озбиљним повредама и високом стопом смртности. Њена тежина варира у зависности од стања (нпр. пуна мокраћна бешика је подложнија повредама него празна), стања и степена јачине њеног зида. Појава крви у мокраћи, након механичке повреде или након интравенске пијелографије, цистоскопије, и пласмана Фолијевог катетера, захтева опсерваџију због могућих повреда мокраћне бешике.
Повреда мокраћне бешике или уретре могу довести до цурења мокраће у трбушну дупљу, што може изазвати перитонитис. Цурења мокраће је чешћа ако је бешика била пуна у време трауме. Код оваквих повреда сепса се може развити у року од 24 сата ако се не изврши операција и санација оштећења. Радиолошки преглед је од највеће важности и треба га обавити што пре да би се идентификовала и класификовала повреда и планирала хируршка санација, и не би требало да омета лечење и стабилизацију пацијента.
Лечење варира, од конзервативних приступа који се базирају на максималној дренажи садржаја мокраћне бешике, па све до већих хируршких процедура чији је циљ директно санирање повреде.

## Релевантна анатомија мокраћне бешике
Мокраћна бешика је шупљи непаран кесасти орган, односно проширени део мокраћних путева, који служи као привремени резервоар мокраће. Налази у близини карличног дна, иза задње симфизе — испред роднице код жена и ректума код мушкараца. Положај, облик и топографски односи органа зависе од степена испуњености његовог волумена. Мокраћна бешика има приближан облик крушке и на њој се разликују три дела:
- врх (apex vesicae), који је окренут напред и навише;
- тело (corpus vesicae), постављено у средини; и
- база или дно (fundus vesicae), које гледа навише и уназад.

Перитонеална марамица покрива куполу мокраћне бешике, која је њен најслабији део и осетљива на повреде када је бешика пуна урина, јер се тада она подише у перитонеалну шупљину. Ложу мокраћне бешике (лат. paracystium) сачињава растресито везивно ткиво, које је окружује са готово свих страна.
Мокраћна бешика прима урин из бубрега преко уретера (десног и левог), који улазе у мокраћну бешику на доњој и задњој страни. Урин излази из бешике на њеном врату.
Функционална запремина бешике износи око 350 cm³, али показује знатне индивидуалне варијације. Капацитет се може попети и на 700 cm³ код мушкарца, односно 650 cm³ код жене. У патолошким случајевима капацитет мокраћне бешике може да варира од неколико милилитара до чак 2 литра.

## Епидемиологија
Фреквенција
Учесталост руптуре мокраћне бешике варира у зависности од механизма повреде, па тако:
- Спољашњњом траумом нанете повреде чине 82%
- Јатрогено нанете повреде 14%
- Интоксикација 2,9%
- Спонтано настале повреде < 1% свих повреда мокраћне бешике.

Приближно 60% -85% повреда мокраћне бешике је резултат тупих траума, док је 15% — 40% последица пенетратних (продирајућих) повреда. Најчешћи механизми тупих траума су судар моторних возила (87%), пад (7%) и напад (6%). Код продорних траума најчешћи узрок је повреда нанета ватреним оружјем или парчадима експлозивних направа (85%), након које следи продор пројектила кроз зид мокрачне бешике (15%).
Приближно 10% -25% пацијената са карличном фрактуром има и уретралну трауму . Насупрот томе, 10% -29% пацијената са постериорним поремећајем уретре има придружену руптуру мокраћне бешике.
Екстраперитонеална перфорација бешике чини 50% — 71% руптуре мокраћне бешике, док је 25% — 43% перфорација интраперитонеално, а 7% — 14% комбиновано. Појава интраперитонеалне руптуре бешике је знатно чешћа код деце због претежно интраабдоминалне локације мокраћне бешике пре пубертета.
Комбинована интраперитонеална и екстраперитонеална руптура чини око 10% свих перфорирајућих трауматских повреда мокраћне бешике.
Морталитет
Стопа смртности код ових пацијената се приближава 60%, док само 17% — 22% од укупног броја повреда мокраћне бешике доводи до смрти. Ово наглашава озбиљност пратећих повреда повезаних са комбинованом руптуром бешике.
Повреда мокраћне бешике повезана са повредом црева
Траумом мокраћне бешике у 83% инцидената повезана је са повредом црева. Повреде дебелог црева забележене су код 33% пацијената са убодним ранама, док се васкуларне повреде јављају код скоро 82% пацијената са продорном траумом и у 63% слућајева праћене су смртним исходом.

## Етиологија
Трауматске повреде мокраћне бешике
Већина трауматских повреда мокраћне бешике има тупу етиологију (85%). Више од половине трауматских повреда мокраћне бешике настаје услед судара моторних возила.
Директна траума пуне бешике (нпр притиском аутомобилског сигурносног појаса) може пробити бешику у њеном најслабијем делу (куполи), узрокујући цурење урина у трбушну шупљину.
Међу продорним повредама мокраћне бешике превладавају ране нанете ватреним оружјем (88%).
Јатрогене повреде мокраћне бешике
Јатрогене повреде и повреде мокраћне бешике које могу бити затворене и отворене, настају као негативан ефект одређених активности лекара или током следећих медицинских процедура:
- катетеризација мокраћне бешике,
- бужирање уретре,
- операције на карличним органима,
- акушерске и гинеколошке хирургије,
- обављање операције ТВТ (слободна синтетичка петља);
- трансуретерална ресекција бешике и/или простате,
- лечења киле,
- ортопедског лечење прелома карлице,
- аорто-феморалног бајпаса,
- инсталације интраутериног уређаја.

## Патофизиологија
Озбиљност повреде мокраћне бешике се класификује у неколико начина и приказан је на доњој табели:
| Контузија мокраћне бешике                                                  | - Контузија мокраћне бешике може бити непотпуна или делимична у односу на дебљину њеног зида. - Најчешче је прачена настанком хематом унутар бешике на месту повреде. - Обично је резултат тупе траме или екстремне физичке активности (нпр трчање на дуге стазе). - Код болесника се јавља обилна хематуријом. - Цистографски, мокраћна бешика се обично чини нормалном, или може имати сужен облик као последица секундарне компресији хематомом. - Ова повреда је релативно бенигна, и не захтева специфичну терапију, осим мировања док хематурија не нестане. - Правилном дијагнозом треба искључити друге узроке хематурије, посебно ако постоје необјашњиви болови у доњем трбуху (који захтевају даље истраживање). |
| Екстраперитонеална руптура мокраћне бешике                                 | - Трауматска екстраперитонеална руптура је обично у 89% -100% случајева повезана са преломом карлице. - Раније се веровало да је механизам повреде директна перфорација коштаним фрагментом или прекидконтинуитета карличног појаса. Сада се сматра да је фрактура карлице вероватно случајна и да је руптура мокраћне бешике најчешће директна последица повреде успоравања и инерције течности у комбинацији са силом смицања насталом деформацијом прсног прстена. - Екстраперитонеална руптура се обично повезује са преломом предњег пубичног лука. Када се то догоди, антеролатерални аспект мокраћне бешике је обично перфориран коштаним фрагментима. - Снажно прекидање коштане карлице или пубопростатских лигамената такође пробија зид мокраћне бешике. У таквим случајевима, степен повреде бешике је директно повезан са озбиљношћу прелома. - Сматра се да механизам сличан интраперитонеалној руптури мокраћне бешике повлачи неке екстраперитонеалне повреде мокраћне бешике. Наиме, ово је комбинација трауме са превеликом функционалном сметњом мокраћне бешике, која доводи до пуцања. |
| Интраперитонеална руптура мокраћне бешике                                  | - Класична интраперитонеална руптура описана је као велика хоризонтална разедеротина у куполи мокраћне бешике. Ово је најмање подржана област бешике и само део органа покривен перитонеумом. У таквим случајевима, механизам повреде је изненадно велико повећање притиска интравезикалног флуида који превазилази механичку снагу зида бешике. - Ово се може догодити код већих волумена мокраћне бешике, пошто су влакна мишића детрузора шире раздвојена дуж танког и развученог зида мокраћне бешике, нудећи нижу отпорност на нагибе у интравезикалном притиску флуида. - Интраперитонеална руптура мокраћне бешике се обично јавља као резултат директног удара у спуштену мокраћну бешику. - Повреде успоравања такође могу изазвати такве појаве. Овај тип повреде је најчешћи код алкохоличара и жртава аутомобилског појаса или трауме од управљача возила. - Овај тип повреде је чешћи код деце због релативне интраабдоминалне позиције мокраћне бешике која траје све до отприлике 20 године живота. - Пошто ће се урин генерално и даље испуштати у абдомен кроз дефект отвореног зида мокраћне бешике, интраперитонеалне руптуре могу постати недијагностиковане у различитим временским интервалима. - Метаболичке и електролита абнормалности (нпр хиперкалијемија, хипернатремија, уремија, ацидоза) могу се јавити ако се урин ресорбује кроз перитонеалну дупљу. |
| Комбинована интраперитонеална и екстраперитонеална руптура мокраћне бешике | - Ова врста повреде дијагностикује се цистографијом која оцртава абдоминалне органе и перивескални простор. - Често се јавља у продорној трауми, када кроз мокраћну бешику прође пројектил велике брзине, дубоко забијен нож у трбух, или друго страно тело. - Велика учесталост придружене абдоминалне висцералне и васкуларне повреде налаже хируршко истраживање практично у сваком случају комбиноване интраперитонеалне и екстраперитонеалне руптуре. - Цистографија може бити лажно негативна у пробојним повредама мокраћне бешике услед рана малог калибра - Понекад се дијагноза таквих повреда обично поставља током дијагностичке лапаротомије. |

Често су повреда мокраћне бешике удружене са преломима карличне кости (40-42%), руптуром црева (4-10%), и других унутрашњих органа (8-10%)  и другим оштећењима карличне кости (12-36%).
Механизм повред мокраћне бешике у многоме зависи од карактера и снаге трауматског утицаја и степена напуњености бешике мокраћом. Изненадни пораст интрбешичног притиска изазван траумом преноси се  једнаком снагом на све зидовеа бешике преко мокраће,и доводи до пуцања зида мокраћне бешике који је окружених костима, и карличном пречагом која донекле спречава енормно повећане унатарбешичног притиска  и у већем броју случајева остаје нетакнута. То маоже довести до субперитонеалног ширења садржаја бешике. Слична хидродинамичка руптура бешике може бити узрокована и компресијом препуњене бешике, одвајањем фрагмената насталих преломом карличног прстена  без директних повреда васкуларног зида са костним фрагментима.
Како нису сви преломи карличних костију, чак и са дисконтинуитетом  карличног прстена, праћени руптурима бешике, чигледно да је за повреду беђике потребна довољна количина мокраће која утиче на приближавање зидова карличне кости и диспластичност бешике у тренутку повреде.

## Клиничка слика
Симптоми могу укључивати:
- бол у доњем делу стомака и карлиици,

- отежано и болно мокрење и/или немогућност пражњења бешике,

- надутост трбуха,

- знаци интраперитонеална руптуре,

- недостатак цревних звукова.

Неки уобичајени знаци су:
- модрице на месту повреде
- крв у урину
- болна осетљивост на палпацију изнад пубиса,
- крвави исцедак из уретре,
- Потешкоће са мокрењем или немогућност пражњења бешике
- Цурење урина
- Болно мокрење
- Бол у карлици
- Мала, слаба млаз урина
- Абдоминална дистензија или надимање

После повреде бешике може доћи до трауматског шока или унутрашњег крварења, чији симптоми укључују:
- сомноленцију , поспаност , кому,
- повећан број откуцаја срца
- смањење крвног притиска
- бледа кожа,
- знојење
- кожа која је хладна на додир

Мало и или потпуни неизлучивање урина, може изазвати инфекцију уринарног тракта или оштећење (инсуфицијенцију) бубрега.

## Дијагноза
Дијагноза се заснива на анамнези, клиничким прегледима, хематурији у подацима опште анализе мокраће.
Дијагноза се потврђује ретроградном цистографијом, стандардном радиографијом,  ЦТ цистографијом која је најчећше довољна и може утврдити истовремену узрок повреде бешике (на пример, преломе карличних костију).
Непосредна операција или други приступ је обично истовремено дијагностичка и терапијска процедура избора ако пацијент масовно крвари или ако се његово или њено стање сматра нестабилним.

## Терапија
Главни циљеви терапије су:
- контрола симптома,
- испразнити урин,
- санирати повреду,
- спречити компликације.

Хитно лечење, у случају крварења или шока може укључивати:
- трансфузију крви
- интравенску надокнаду течности
- мониторинг у болници.

Цурење урина из мокраћне бешике након тупог ударца може се свести на минимум уметањем катетера у уретру на 7 до 10 дана да би се урин празнио све док бешика сама не зацели. 
Код озбиљнијих повреда мокраћне бешике, посебно продорних рана, често се ради хируршки захват како би се утврдио степен повреде и санирале могуће пукотине бешике и других карличних и трбушних органа. 
Урин се успешно може уклонити из бешике помоћу два катетера, једног који се убацује кроз уретру (трансуретрални катетер) и једног који се директно пласира у бешику кроз доњи део тртбуха (супрапубични катетер).  Оба катетера се уклањају након 7 до 10 дана или након што је бешика на задовољавајући начин зарасла.

## Компликације
Акутне компликације након опоравка су ретке (5%), и првенствено настају због ретенција угрушака и инфекција. Пацијенти са екстраперитонеалним руптурама који се третирају конзервативно имају веће стопе акутних компликација (12-26%), и тенденцију настанка тећих компликација (фистула, неуспешно лечење, сепса).
Хроничне компликације после лечења су такође ретке (5%), и пре свега су праћене учесталом дизуријом. Хроничне компликације су такође чешће присутне код болесника са екстраперитонеалним руптурама и у 21% случајева карактеришу се стриктуром мокрачне бешике и учесталим дизуричним сметњама.
У ретроспективној студији пацијената са руптуром бешике услед тупе трауме, стопа морталитета је била 11%, средња оцена тежине повреде била је 29 (скор), а средња дужина боравка у болници 15 дана.